# Gwyn Staley 400 1974
Gwyn Staley 400 1974 var ett stockcarlopp ingående i Nascar Winston Cup Series (nuvarande Nascar Cup Series) som kördes 21 april 1974 på den 0,625 mile (1,005 km) långa ovalbanan North Wilkesboro Speedway i North Wilkesboro, North Carolina. Totalt avverkades 250 miles (402,336 km) fördelat på 400 varv. Banunderlaget var asfalt. Loppet vanns av Richard Petty i en Dodge på tiden 2:20.20 körande för Petty Enterprises. Pettys snitthastighet var 96,2 mph. Han var vid målgång ensam förare på ledarvarvet, två varv före tvåan Cale Yarborough. Det var Pettys 157:e vinst av totalt 200 i karriären. Prispotten uppgick till 35 780 dollar, varvid 6 025 dollar gick till segraren. 
Loppet är uppkallat efter stockcarföraren Gwyn Staley som förolyckades på Atlantic Rural Fairgrounds (nuvarande Richmond Raceway) 23 mars 1958 i ett lopp ingående i Nascar Convertible Division.

## Resultat
| Plc     | Nr | Förare                | Team/ bilägare            | Konstruktör | Start | Varv | Ledda varv |
| ------- | -- | --------------------- | ------------------------- | ----------- | ----- | ---- | ---------- |
| 1       | 43 | Richard Petty         | Petty Enterprises         | Dodge       | 4     | 400  | 336        |
| 2       | 11 | Cale Yarborough       | Howard & Egerton Racing   | Chevrolet   | 2     | 398  | 0          |
| 3       | 12 | Bobby Allison         | Bobby Allison Motorsports | Chevrolet   | 1     | 396  | 21         |
| 4       | 72 | Benny Parsons         | DeWitt Racing             | Chevrolet   | 7     | 392  | 0          |
| 5       | 54 | Lennie Pond           | Elder-Ranier              | Chevrolet   | 6     | 392  | 3          |
| 6       | 15 | George Follmer        | Bud Moore Engineering     | Ford        | 5     | 391  | 0          |
| 7       | 88 | Donnie Allison        | DiGard Motorsports        | Chevrolet   | 3     | 390  | 0          |
| 8       | 70 | J.D. McDuffie         | McDuffie Racing           | Chevrolet   | 8     | 387  | 0          |
| 9       | 90 | Harry Gant            | Donlavey Racing           | Ford        | 11    | 387  | 0          |
| 10      | 2  | Dave Marcis           | Marcis Auto Racing        | Dodge       | 12    | 385  | 0          |
| 11      | 24 | Cecil Gordon          | Gordon Racing             | Chevrolet   | 25    | 377  | 0          |
| 12      | 30 | Walter Ballard        | Ballard racing            | Chevrolet   | 18    | 376  | 0          |
| 13      | 64 | Elmo Langley          | Langley-Woodfield Racing  | Ford        | 21    | 376  | 0          |
| 14      | 9  | Tony Bettenhausen Jr. | Gordon Van Liew           | Chevrolet   | 23    | 371  | 0          |
| 15      | 05 | David Sisco           | Sisco Racing              | Chevrolet   | 17    | 369  | 0          |
| 16      | 06 | Neil Castles          | Neil Castles              | Dodge       | 26    | 368  | 0          |
| 17      | 8  | Ed Negre              | Negre Racing              | Dodge       | 16    | 359  | 0          |
| 18      | 98 | Richie Panch          | Panch Racing              | Ford        | 14    | 356  | 0          |
| 19      | 79 | Frank Warren          | Warren Racing             | Dodge       | 20    | 238  | 0          |
| 20      | 25 | Jabe Thomas           | Robertson Racing          | Dodge       | 19    | 210  | 0          |
| 21      | 40 | D.K. Ulrich           | Ulrich Racing             | Chevrolet   | 27    | 171  | 0          |
| 22      | 96 | Richard Childress     | Garn Racing               | Chevrolet   | 9     | 169  | 0          |
| 23      | 51 | Jerry Hufflin         | Strong Racing             | Chevrolet   | 30    | 160  | 0          |
| 24      | 32 | Dick Brooks           | Brooks Racing             | Dodge       | 10    | 154  | 0          |
| 25      | 10 | Bill Champion         | Champion Racing           | Ford        | 22    | 69   | 0          |
| 26      | 91 | Marv Acton            | Acton Racing              | Chevrolet   | 29    | 66   | 0          |
| 27      | 67 | Buddy Arrington       | Arrington Racing          | Plymouth    | 24    | 58   | 0          |
| 28      | 48 | James Hylton          | Hylton Engineering        | Chevrolet   | 15    | 56   | 0          |
| 29      | 7  | Dean Dalton           | Dalton Racing             | Chevrolet   | 13    | 49   | 0          |
| 30      | 75 | Ronnie Childress      | Garn Racing               | Chevrolet   | 28    | 43   | 0          |
| Källor: |    |                       |                           |             |       |      |            |